# Dean Podgornik
Dean Podgornik, nacido en Nova Gorica el 3 de julio de 1979, es un ciclista esloveno que fue profesional de 2003 a 2011. 

## Palmarés
| 2001 - 1 etapa del Tour de Eslovenia 2002 - Gran Premio Šenčur - 1 etapa del Tour de Eslovenia 2003 - 1 etapa de la Vuelta a Serbia - 1 etapa del Tour de Olympia - Gran Premio Šenčur - 3º en el Campeonato de Eslovenia Contrarreloj | 2004 - Campeonato de Eslovenia Contrarreloj 2005 - 3º en el Campeonato de Eslovenia Contrarreloj 2010 - Vuelta a Marruecos, más 2 etapas |

## Resultados en Grandes Vueltas y Campeonatos del Mundo
Durante su carrera deportiva consiguió los siguientes puestos en las Grandes Vueltas y en los Campeonatos del Mundo en carretera:
| Carrera         | 2003 | 2004  | 2005 | 2006 | 2007 | 2008 | 2009 | 2010 | 2011 |
| --------------- | ---- | ----- | ---- | ---- | ---- | ---- | ---- | ---- | ---- |
| Giro de Italia  | -    | 138.º | -    | -    | -    | -    | -    | -    | -    |
| Tour de Francia | -    | -     | -    | -    | -    | -    | -    | -    | -    |
| Vuelta a España | -    | -     | -    | -    | -    | -    | -    | -    | -    |
| Mundial en Ruta | -    | -     | -    | -    | -    | -    | -    | -    | -    |

Exp: expulsado por la organización

-: no participa 

Ab.: abandono